# Peter Kreutz (Jurist)
Peter Kreutz (* 28. November 1939 in Darmstadt) ist ein deutscher Rechtswissenschaftler. Er war bis zu seiner Pensionierung im Jahre 2005  ordentlicher Professor an der Christian-Albrechts-Universität zu Kiel und hatte dort den Lehrstuhl für Bürgerliches Recht, Arbeitsrecht, Wirtschaftsrecht, Arbeits- und Gesellschaftsrecht inne. Seine Forschungsschwerpunkte sind das Arbeitsrecht und das Gesellschaftsrecht. 
Kreutz studierte Rechtswissenschaften an den Universitäten Frankfurt am Main und Mainz, wo er im Jahre 1970 mit einer kartellrechtlichen Arbeit promoviert wurde. Im Jahre 1978 habilitierte er sich ebenfalls in Mainz. Seine arbeitsrechtliche Habilitationsschrift trägt den Titel „Grenzen der Betriebsautonomie“.
Im Jahre 1978 wurde Kreutz zum Universitätsprofessor an der Johannes Gutenberg-Universität Mainz ernannt. Im Jahre 1979 folgte er einem Ruf an die Freie Universität Berlin, im Jahre 1980 schließlich einem Ruf an die Christian-Albrechts-Universität zu Kiel. 